# 京都から博多まで
「京都から博多まで」（きょうとからはかたまで）は、1972年1月25日に発売された藤圭子の11枚目のシングル。

## 解説
- 藤圭子のシングルでは初めて、阿久悠が作詞を手掛けた。楽曲名どおり、男性を追って京都から博多へ向け、瀬戸内を走る列車に乗った女性の心情と風景を描いた歌詞となっている。

- 作曲は「女のブルース」以来約2年ぶりとなる猪俣公章が手掛けた。1993年6月10日の夜に猪俣の訃報があった際、TBS系の特別番組に藤が急遽出演し、本楽曲を披露した。

- 同年大晦日放送の第23回NHK紅白歌合戦に3回連続の出場を果たし、本楽曲を披露した。NHKが保存する藤圭子の紅白映像の中で、もっとも鮮明な歌唱映像が残る最古のものがこの第23回である[1]。翌年は落選するものの、のちに復帰出場している。

- 本楽曲の後日談を歌ったアンサーソング「私は京都へ帰ります」が、2年後の1974年7月5日にシングルで発売された。なお、作曲は本楽曲と同じ猪俣公章であるが、作詞は山口洋子が担当している。

## 収録曲
- 両楽曲共に、作詞：阿久悠／作曲：猪俣公章

1. 京都から博多まで（3分24秒）
編曲：池田孝
2. 街の子（3分33秒）
編曲：竹村次郎

## 主な収録作品
- 聞いて下さい私の人生〜藤圭子コレクション（2000年、BVCK-37085/90）
- GOLDEN☆BEST 藤圭子（2005年、BVCK-38110）
- GOLDEN☆BEST 藤圭子 ヒット&カバーコレクション 艶歌と縁歌（2010年、MHCL-1825/6）

## 主なカバー
- 渚ゆう子 - 1995年、アルバム『京都フェロモン菩薩』収録
- 坂本冬美 - 2006年、アルバム『好きです日本』収録
- 因幡晃 - 2009年、阿久悠トリビュート・アルバム『歌鬼2 〜阿久悠 vs.フォーク〜』収録
- あさみちゆき - 2009年、アルバム『あさみのうたV』収録